# Dictionnaire des combinaisons de mots
Der Dictionnaire des combinaisons de mots ist ein innovatives Spezialwörterbuch der französischen Sprache. Es erschien 2007 unter Leitung von Dominique Le Fur im Verlag Le Robert in der Reihe Les Usuels. Das Wörterbuch gehört zur Kategorie der Kollokationswörterbücher.

## Die Funktion des Kollokationswörterbuchs
Wer sich in einer Fremdsprache korrekt ausdrücken will, braucht, wenn er die Allerweltswörter beherrscht, passende Begleitwörter. Für die Wahl dieser Begleitwörter reicht die Kenntnis des Sprachsystems nicht aus. Der Sprecher muss die Wörter so kombinieren, wie es die Norm der Sprache vorschreibt. So könnte zum Beispiel ein niederländischer Sprecher des Deutschen versucht sein, einen unverbesserlichen Junggesellen einen „verstockten Junggesellen“ zu nennen. Das ist nicht verboten, aber man sagt es im Deutschen nicht. Die deutsche Norm schreibt vor, ihn einen eingefleischten Junggesellen zu nennen. Hier zeigt sich das Gesetz der Kollokation als der Kombination eines Basisworts (Junggeselle) mit einem von der Sprachnorm festgelegten Kollokator (eingefleischt). Das Kollokationsgesetz ist für das Fremdsprachenlernen ein erhebliches Hindernis. Hunderttausende solcher Kollokationen müssen beherrscht werden. Und es ist Aufgabe der Lexikografie, in den Artikeln der Basiswörter die Kollokatoren bereitzustellen. Da die allgemeinen einsprachigen Wörterbücher damit überfordert sind, werden spezielle Kollokationswörterbücher sinnvoll, die sich darauf konzentrieren, zu den Basen Kollokatoren zu liefern.

## Das französische Wörterbuch der Wortkombinationen
Die Forschung hat gezeigt, dass es im 16. Jahrhundert eine Tradition lateinischer Kollokationswörterbücher gab, die dann versickerte.  Das erste einsprachige französische Wörterbuch überhaupt war 1671 mit dem Titel Les Epithetes ein Kollokationswörterbuch. Dann geriet das Konzept in Vergessenheit. Zu den erst in neuester Zeit, vor allem für das Englische, Italienische und Deutsche, wieder aufgekommenen Kollokationswörterbüchern gehört der Dictionnaire des combinaisons de mots, der derzeit auf dem französischen Markt einzig ist. Er versammelt zu 2 600 Basiswörtern (französisch: mots-clés) 162 000 Kollokatoren. 26 000 Kollokationen sind mit einem Beispielsatz versehen, so etwa im Artikel mystère unter dem Kollokator planer (sur) der Beispielsatz: Il laisse planer le mystère pendant toute la première partie du film. Die Basiswörter werden nach Bedeutungen unterschieden. So findet sich der Kollokator négocier im Artikel virage sowohl unter der Bedeutung „Kurve“ (négocier un virage = eine Kurve richtig anfahren) als auch unter der Bedeutung „Wende“ (ils ont mal négocié le virage du numérique = Die digitale Wende haben sie vermasselt). Ein schönes Beispiel für gelungene Kollokationsbeschreibung ist der Artikel compromis mit 43 Adjektiven und 39 Verben samt 16 Beispielsätzen.
Die Schwäche des Wörterbuchs liegt aus fremdsprachendidaktischer Sicht im Fehlen vieler Basiswörter. Da célibataire fehlt, erfährt man nicht, dass die französische Norm die Kombination célibataire endurci vorschreibt. Da es keinen Eintrag table (Tisch) gibt, fehlt auch: Tisch abräumen = débarrasser la table. Und mangels Eintrag gifle (Ohrfeige) fehlen auch die passenden Verben, z. B. administrer une gifle = verabreichen.

## Kollokationswörterbuch, ein unerkanntes Hilfsmittel
Der Bekanntheitsgrad des Dictionnaire des combinaisons de mots hielt sich seit 2008 in bescheidenen Grenzen, weil nicht nur das breite französische Publikum, sondern sogar die französische Wörterbuchforschung auf das innovative Konzept nicht vorbereitet war. Jean Pruvost erwähnt das Wörterbuch 2021 nicht in seinem Standardwerk Les dictionnaires français. Die Umschlaggestaltung mit den gerade für den Fremdsprachler sprechenden Beispielen zum Basiswort doute (balayer, dissiper, faire disparaître, lever un doute und mettre fin à un doute) zielt dennoch hauptsächlich auf das französische Publikum, dem gesagt wird: Idéal pour exercer vos talents d’écriture! (Ideal zum Ausprobieren Ihres Schreibtalents!). Ob es sich für den Verlag gelohnt hätte, stärker auf das eigentliche Zielpublikum, die Lerner des Französischen als Fremdsprache in der ganzen Welt, abzustellen, ist schwer zu sagen, da auch diese von der Praxis des Wortschatzlernens kaum an Kollokationswörterbücher herangeführt werden. Der von Hartmut Zöfgen prognostizierte Aufwind lässt auf sich warten.